# 장계 전쟁
장계전쟁(蔣桂戰爭)은 1929년 3월 ~ 6월 동안 중화민국(中華民國) 국민정부(國民政府) 내부에서 신광서파(新廣西派), 일명 신계계(新桂系)와 장개석(蔣介石) 세력 사이에 벌어진 내전이다.